# Guatemala a 2020. évi nyári olimpiai játékokon
Guatemala a japán Tokióban megrendezett 2020. évi nyári olimpiai játékok egyik részt vevő nemzete volt. Az országot 10 sportágban 24 sportoló képviselte, akik érmet nem szereztek.

## Atlétika
Férfi
| Versenyző               | Versenyszám     | Előfutam      | Előfutam      | Döntő    | Döntő    |
| Versenyző               | Versenyszám     | Idő           | Hely.         | Idő      | Helyezés |
| ----------------------- | --------------- | ------------- | ------------- | -------- | -------- |
| Luis Grijalva           | 5000 m          | 13:34,11      | 10.           | 13:10,09 | 12.      |
| José Alejandro Barrondo | 20 km gyaloglás |               |               | 1:26,55  | 30.      |
| José Oswaldo Calel      | 20 km gyaloglás | kizárták      | kizárták      |          |          |
| José Eduardo Ortiz      | 20 km gyaloglás | 1:28,57       | 40.           |          |          |
| Bernardo Barrondo       | 50 km gyaloglás | 4:08,34       | 34.           |          |          |
| Érick Barrondo          | 50 km gyaloglás | kizárták      | kizárták      |          |          |
| Luis Ángel Sánchez      | 50 km gyaloglás | nem ért célba | nem ért célba |          |          |

Női
| Versenyző     | Versenyszám     | Döntő   | Döntő    |
| Versenyző     | Versenyszám     | Idő     | Helyezés |
| ------------- | --------------- | ------- | -------- |
| Mayra Herrera | 20 km gyaloglás | 1:44,30 | 50.      |
| Mirna Ortiz   | 20 km gyaloglás | 1:40,23 | 44.      |

## Cselgáncs
| Versenyző  | Versenyszám   | 32-es főtábla         | Nyolcaddöntő | Negyeddöntő | Elődöntő | Vigaszág elődöntő | Bronzmérkőzés | Döntő   | Helyezés |
| ---------- | ------------- | --------------------- | ------------ | ----------- | -------- | ----------------- | ------------- | ------- | -------- |
| José Ramos | Férfi légsúly | Leszjuk (UKR) · 00-10 | kiesett      | kiesett     | kiesett  | kiesett           | kiesett       | kiesett | kiesett  |

## Evezés
| Versenyző                      | Versenyszám            | Előfutam | Előfutam | Vigaszág | Vigaszág | Döntő | Döntő   | Döntő | Helyezés |
| Versenyző                      | Versenyszám            | Idő      | Hely.    | Idő      | Hely.    | Típus | Idő     | Hely. | Helyezés |
| ------------------------------ | ---------------------- | -------- | -------- | -------- | -------- | ----- | ------- | ----- | -------- |
| Yulissa López Jenniffer Zúñiga | Női könnyűsúlyú kétpár | 7:53,35  | 6.       | 8:13,27  | 6.       | C     | 7:27,51 | 6.    | 18.      |

## Kerékpározás
| Versenyző    | Versenyszám         | Idő           | Helyezés      |
| ------------ | ------------------- | ------------- | ------------- |
| Manuel Rodas | Férfi mezőnyverseny | nem ért célba | nem ért célba |

## Öttusa
| Versenyző         | Versenyszám | Vívás (V) | Vívás (V) | Úszás   | Úszás | Úszás | Bónusz vívás (B) | Bónusz vívás (B) | Bónusz vívás (B) | Lovaglás | Lovaglás | Lovaglás | Futás/Lövészet | Futás/Lövészet | Futás/Lövészet | Összesen    | Összesen |
| Versenyző         | Versenyszám | Eredmény  | Pont      | Idő     | Hely. | Pont  | Eredmény         | Pont             | V+B Hely.        | Hibapont | Hely.    | Pont     | Idő            | Hely.          | Pont           | Összes pont | Helyezés |
| ----------------- | ----------- | --------- | --------- | ------- | ----- | ----- | ---------------- | ---------------- | ---------------- | -------- | -------- | -------- | -------------- | -------------- | -------------- | ----------- | -------- |
| Charles Fernández | Férfi       | 13-22     | 179       | 1:58,16 | 8.    | 314   | 1-1              | 1                | 29.              | 81       | 32.      | 219      | 11:06,56       | 10.            | 634            | 1346        | 27.      |

## Sportlövészet
Férfi
| Versenyző      | Versenyszám | Selejtező | Selejtező | Döntő   | Döntő   |
| Versenyző      | Versenyszám | Pont      | Hely      | Pont    | Hely    |
| -------------- | ----------- | --------- | --------- | ------- | ------- |
| Juan Schaeffer | Skeet       | 107       | 30.       | kiesett | kiesett |

Női
| Versenyző        | Versenyszám | Selejtező | Selejtező | Döntő   | Döntő   |
| Versenyző        | Versenyszám | Pont      | Hely      | Pont    | Hely    |
| ---------------- | ----------- | --------- | --------- | ------- | ------- |
| Adriana Ruano    | Trap        | 110       | 26.       | kiesett | kiesett |
| Ana Waleska Soto | Trap        | 113       | 23.       | kiesett | kiesett |

## Súlyemelés
| Versenyző      | Versenyző  | Szakítás | Szakítás | Lökés    | Lökés | Összetett | Hely |
| Versenyző      | Versenyző  | Eredmény | Hely     | Eredmény | Hely  | Összetett | Hely |
| -------------- | ---------- | -------- | -------- | -------- | ----- | --------- | ---- |
| Scarleth Ucelo | Női +87 kg | 87 kg    | 12.      | 116 kg   | 13.   | 203 kg    | 13.  |

## Tollaslabda
| Versenyző       | Versenyszám | Csoportkör                                         | Hely | Nyolcaddöntő                     | Negyeddöntő             | Elődöntő                    | Bronzmérkőzés               | Döntő   | Helyezés |
| --------------- | ----------- | -------------------------------------------------- | ---- | -------------------------------- | ----------------------- | --------------------------- | --------------------------- | ------- | -------- |
| Kevin Cordón    | Férfi egyes | Muñoz (MEX) · 21-14;21-12 · Ng (HKG) · 22-20;21-13 | 1.   | Caljouw (NED) · 21-17;3-21;21-19 | Heo (KOR) · 21-13;21-18 | Axelsen (DEN) · 18-21;11-21 | Ginting (INA) · 11-21;13-21 | kiesett | 4.       |
| Nikté Sotomayor | Női egyes   | Li (CAN) · 8-21;9-21 · Repiská (SVK) · 19-21;12-21 | 3.   | kiesett                          | kiesett                 | kiesett                     | kiesett                     | kiesett | kiesett  |

## Úszás
| Versenyző       | Versenyszám          | Előfutam | Előfutam | Előfutam | Elődöntő | Elődöntő | Elődöntő | Döntő   | Döntő    |
| Versenyző       | Versenyszám          | Idő      | Hely.    | Össz.    | Idő      | Hely.    | Össz.    | Idő     | Helyezés |
| --------------- | -------------------- | -------- | -------- | -------- | -------- | -------- | -------- | ------- | -------- |
| Luis Martínez   | Férfi 100 m pillangó | 51,29    | 2.       | 7.       | 51,30    | 4.       | 8.       | 51,09   | 7.       |
| Gabriela Santis | Női 200 m gyors      | 2:07,24  | 3.       | 27.      | kiesett  | kiesett  | kiesett  | kiesett | kiesett  |

## Vitorlázás
| Versenyző           | Versenyszám      | Futam | Futam | Futam | Futam | Futam | Futam | Futam | Futam | Futam | Futam | Futam   | Pontszám | Helyezés |
| Versenyző           | Versenyszám      | 1     | 2     | 3     | 4     | 5     | 6     | 7     | 8     | 9     | 10    | É       | Pontszám | Helyezés |
| ------------------- | ---------------- | ----- | ----- | ----- | ----- | ----- | ----- | ----- | ----- | ----- | ----- | ------- | -------- | -------- |
| Juan Ignacio Maegli | Férfi laser      | 6     | 24    | 25    | 24    | 10    | 23    | 18    | 19    | 20    | 5     | kiesett | 149      | 19.      |
| Isabella Maegli     | Női laser radial | 26    | 29    | 32    | 9     | 34    | 40    | 31    | 34    | 5     | 18    | kiesett | 218      | 29.      |